# Jungermannia bidentata
Jungermannia bidentata là một loài Rêu trong họ Jungermanniaceae. Loài này được L. mô tả khoa học đầu tiên năm 1753.